# Wederikbladroller
De wederikbladroller (Phalonidia udana) is een vlinder uit de familie bladrollers (Tortricidae). De wetenschappelijke naam van de soort is voor het eerst geldig gepubliceerd in 1845 door Achille Guenée.
De wederikbladroller gebruikt gebruikt Lysimachia (wederik) als waardplant en mogelijk ook andere planten, aangezien de soort ook is waargenomen in een gebied waar wederik vrijwel niet voorkomt. De soort is moeilijk te onderscheiden van de muntbladroller (P. manniana).
De soort komt voor in Europa, waaronder in België en Nederland.